# بیماری الکساندر
بیماری الکساندر یک نوع بسیار نادر از لکودیستروفی اتوزومال غالب است؛ گروهی از اختلالات عصبی که به دلیل ناهنجاری در میلین (پوشش محافظ فیبرهای عصبی در مغز) به وجود می‌آیند. شایع‌ترین نوع این بیماری، نوع نوزادی آن است که معمولاً در دو سال اول زندگی آغاز می‌شود. علائم آن شامل تأخیر در رشد ذهنی و جسمی، از دست دادن توانایی‌های رشدی قبلی، بزرگ شدن غیرعادی اندازه سر و تشنج است. نوع نوجوانان این بیماری بین سنین ۲ تا ۱۳ سالگی ظاهر می‌شود. کودکان مبتلا ممکن است دچار استفراغ شدید، مشکل در بلع و صحبت کردن، هماهنگی ضعیف حرکتی و از دست دادن کنترل حرکتی شوند. نوع بزرگسال این بیماری کمتر شایع است. علائم آن گاهی شبیه به بیماری پارکینسون یا ام‌اس هستند، یا ممکن است در ابتدا به صورت اختلال روان‌پزشکی ظاهر شوند.
بر اساس گزارش مؤسسه ملی اختلالات عصبی و سکته مغزی (NINDS)، تخریب ماده سفید مغز با تشکیل فیبرهای روزنتال همراه است — توده‌های غیرطبیعی از پروتئین که در آستروسیت‌های مغزی تجمع پیدا می‌کنند.
این بیماری نخستین بار در سال ۱۹۴۹ توسط دکتر وی. استوارت الکساندر مستند شد؛ او نوزادی ۱۵ ماهه را که دچار بزرگی مغز، هیدروسفالی (آب در مغز)، تشنج و تأخیر رشدی بود، درمان کرد. بین سال‌های ۱۹۴۹ تا ۱۹۶۴، پانزده مورد دیگر با علائم مشابه مشاهده شد که باعث شد پژوهشگران به این نتیجه برسند که این موارد مربوط به یک بیماری واحد هستند و پیشنهاد دهند که بیماری به نام الکساندر نام‌گذاری شود.
این بیماری هم در مردان و هم در زنان رخ می‌دهد و هیچ تفاوت نژادی، قومی، جغرافیایی یا فرهنگی/اقتصادی در پراکندگی آن مشاهده نشده است. بیماری الکساندر یک بیماری پیشرونده و اغلب کشنده است.

## علت
بیماری الکساندر یک اختلال ژنتیکی است که به‌طور اصلی بخش میانی مغز (میان‌مغز) و مخچه در دستگاه عصبی مرکزی را تحت تأثیر قرار می‌دهد. این بیماری ناشی از جهش در ژن مربوط به پروتئین اسیدی فیبریلاری گلیال (GFAP) است که روی کروموزوم ۱۷ در موقعیت 17q21 قرار دارد. این بیماری به صورت اتوزومال غالب به ارث می‌رسد؛ به این معنا که فرزند یک والد مبتلا به بیماری (در صورتی که والد هتروزیگوت باشد) دارای ۵۰٪ احتمال به ارث بردن بیماری است. با این حال، بیشتر موارد بیماری ناشی از جهش‌های خودبه‌خودی (de novo) و تصادفی هستند.
بیماری الکساندر به گروهی از بیماری‌ها به نام لکودیستروفی‌ها تعلق دارد؛ گروهی از بیماری‌ها که رشد یا تکامل غلاف میلین را تحت تأثیر قرار می‌دهند. تخریب ماده سفید مغز همراه با تشکیل رسوبات فیبری و ائوزینوفیلیک به نام فیبرهای روزنتال (Rosenthal fibers) است.